# Cycas furfuracea
Cycas furfuracea es una especie de Cycadopsida del género Cycas, de la familia Cycadaceae, del orden Cycadales.

## Distribución
Cycas furfuracea se distribuye por Australia.

## Taxonomía
Fue descrita científicamente por W.Fitzg. Fue publicado por primera vez en W.Fitzg. In: J. Proc. Roy. Soc. Western Australia 3: 108. (1918).